# Mammuthus subplanifrons

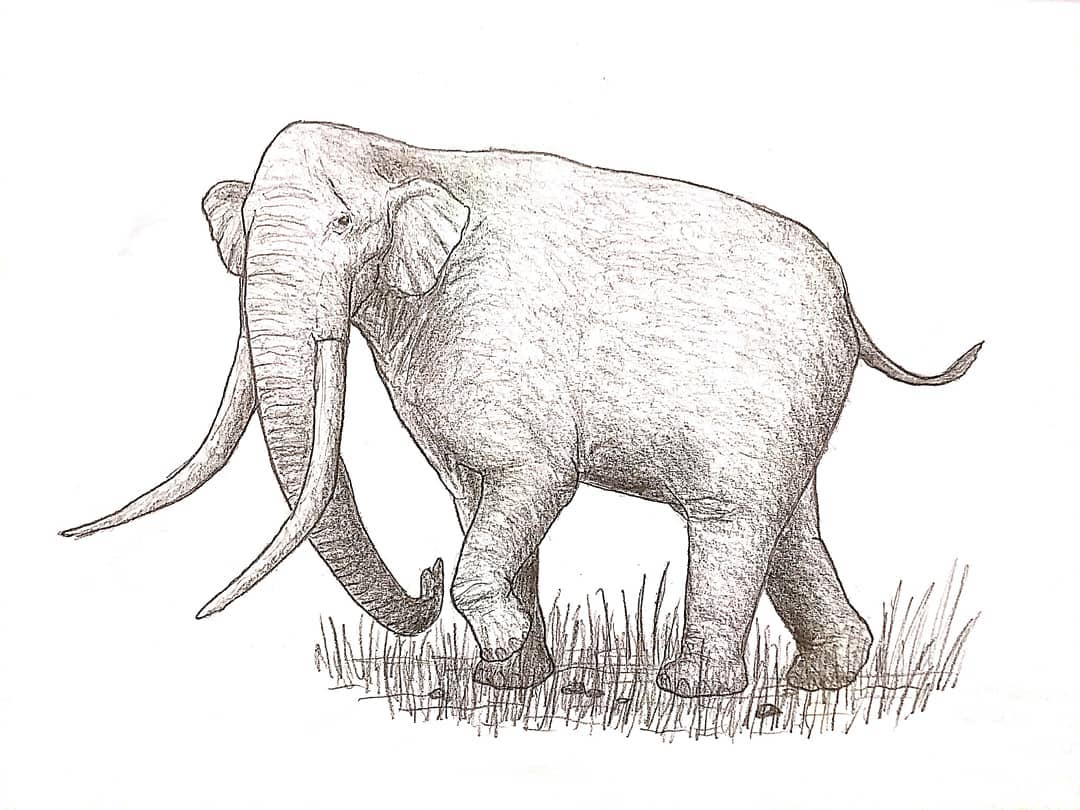
Rappresentazione artistica del Mammuthus subplanifrons

Il mammut sudafricano (Mammuthus subplanifrons) è il più antico rappresentante del genere Mammuthus.

## Descrizione
È apparso circa 5 milioni di anni fa durante il Pliocene nel territorio che oggi corrisponde al Sudafrica, all'Etiopia ed altri paesi dell'Africa Orientale. Presentava alcune delle caratteristiche uniche dei mammuth, come le zanne con torsione a spirale.
Raggiungeva un'altezza di circa 3,68 m al garrese e aveva un peso di circa 9 tonnellate.
Nel 2009 alcuni autori hanno suggerito che M. subplanifrons coincidesse con Loxodonta adaurora. Altri autori invece continuano a considerare le due specie come distinte.
Le analisi isotopiche dei reperti provenienti dal Sud Africa suggeriscono che M. subplanifrons avesse un'alimentazione flessibile.